# Shaoxing
Shaoxing (Chinees: 绍兴) is een stad in de gelijknamige prefectuur in de oostelijke provincie Zhejiang, Volksrepubliek China. Bij de volkstelling in 2020 had de stad 2,3 miljoen inwoners, de prefectuur had 5,3 miljoen inwoners, een verdubbeling t.o.v. 2000. De stad Shaoxing is in het westen vastgegroeid aan de eeuwenoude miljoenenstad Hangzhou.
In de stadsprefectuur is een metrosysteem in aanleg. Een eerste lijn van Shaoxing Metro opende in 2021, een eerste deel van de tweede lijn werd in 2023 in gebruik genomen. Het gebied staat bekend om zijn Shaoxingwijn, de meest gebruikte wijn in de Chinese keuken.

## Geografie
Shaoxing ligt in ten zuiden van de rivier Qiantang Jiang, ten westen van Ningbo, ten noorden van Taizhou (Zhejiang), ten noordoosten van de om zijn ham beroemde Jinhua en ten oosten van Hangzhou. Shaoxing ligt in het noordoosten van Zhejiang en is verdeeld in één district, drie steden op arrondissementniveau en twee arrondissementen. De stad zelf heeft 2,3 miljoen inwoners en is onderdeel van het metropoolgebied van Hangzhou.
- Yuecheng district (越城区)
- Shangyu stad op arrondissementniveau (上虞市)
- Shengzhou stad op arrondissementniveau (嵊州市)
- Zhuji City stad op arrondissementniveau (诸暨市)
- Shaoxing (arrondissement) (绍兴县)
- Xinchang arrondissement (新昌县)

## Economie
De CITIC Pacific Special Steel Group heeft een staalfabriek in Shaoxing waar naadloze buizen worden geproduceerd.

## Geboren
- Lu Xun (1881-1936), schrijver